# Кубок Хорватії з футболу 1992
Кубок Хорватії з футболу 1992 — 1-й розіграш кубкового футбольного турніру в Хорватії після здобуття країною незалежності. Титул здобув Інкер (Запрешич).

## Календар
| Раунд        | Дата                          | Матчі | Клуби |
| ------------ | ----------------------------- | ----- | ----- |
| Перший раунд | 24-31 березня/6-7 квітня 1993 | 8     | 8 → 4 |
| 1/2 фіналу   | 21 квітня/5 травня 1993       | 4     | 4 → 2 |
| Фінал        | 19 травня/2 червня 1993       | 2     | 2 → 1 |

## Перший раунд
Кроація (Джаково) пройшла до наступного раунду після жеребкування.
| Команда 1                 | Заг.    | Команда 2      | 1-й матч | 2-й матч |
| ------------------------- | ------- | -------------- | -------- | -------- |
| 24 березня/7 квітня 1992  |         |                |          |          |
| Рієка                     | 1:1 (ч) | Хайдук (Спліт) | 0:0      | 1:1      |
| ХАСК—Граджанскі (Загреб)  | 7:0     | Ровінь         | 6:0      | 1:0      |
| 24 березня/21 квітня 1992 |         |                |          |          |
| Інкер (Запрешич)          | 3:1     | Осієк          | 2:0      | 1:1      |

## 1/2 фіналу
| Команда 1                | Заг.         | Команда 2                | 1-й матч | 2-й матч |
| ------------------------ | ------------ | ------------------------ | -------- | -------- |
| 28 квітня/19 травня 1992 |              |                          |          |          |
| Рієка                    | 3:3 пен. 1:3 | ХАСК—Граджанскі (Загреб) | 2:1      | 1:2      |
| Інкер (Запрешич)         | 7:1          | Кроація (Джаково)        | 5:0      | 2:1      |

## Фінал
| Команда 1         | Заг. | Команда 2                | 1-й матч | 2-й матч |
| ----------------- | ---- | ------------------------ | -------- | -------- |
| 19/23 червня 1992 |      |                          |          |          |
| Інкер (Запрешич)  | 2:1  | ХАСК—Граджанскі (Загреб) | 1:1      | 1:0      |

### Перший матч
| 19 червня 1992 |

| Інкер (Запрешич) | 1:1      | ХАСК—Граджанскі (Загреб) |
| ---------------- | -------- | ------------------------ |
| Живкович 78'     | Протокол | Аджич 89'                |

| «Інкера», Запрешич Глядачів: 12 000 Арбітр: Атіф Ліповац |

### Повторний матч
| 23 червня 1992 |

| ХАСК—Граджанскі (Загреб) | 0:1      | Інкер (Запрешич) |
| ------------------------ | -------- | ---------------- |
|                          | Протокол | Касумович 19'    |

| «Максимір», Загреб Глядачів: 25 000 Арбітр: Іван Вранаричич |